# Detlef Okrent
Detlef Okrent   (Rostock, 26 d'octubre de 1909 - Leverkusen, 24 de gener de 1983), va ser un jugador d'hoquei sobre herba alemany que va competir durant la dècada de 1930.
El 1936 va prendre part en els Jocs Olímpics d'Estiu de Berlín, on va guanyar la medalla de plata com a membre de l'equip alemany en la competició d'hoquei sobre herba. A nivell de clubs jugà al Rostocker HTC.
Es va unir a les SS l'1 d'octubre de 1933 (número SS 120.075) i al Partit Nacionalsocialista Alemany dels Treballadors l'1 de maig de 1937. A les SS va assolir el grau de SS-Sturmbannführer de les Waffen-SS l'abril de 1944. Com a jutge de les SS de la 2a Divisió Panzer SS "Das Reich", va ser encarregat d'investigar la massacre Orador de Glana, però va interrompre el procediment sense resultat. Després de la guerra va ser interrogat com a testimoni en diverses ocasions, però no es van presentar càrrecs contra ell.